# Платанакия
Платанакя (на гръцки: Πλατανάκια) е село в Егейска Македония, Гърция, дем Дион-Олимп в административна област Централна Македония. Според преброяването от 2001 година Платанакя има население от 218 души. Селото се намира на около 7 километра северно от демовия център Литохоро. Селото е основано в 1954 година от бежанци понтийски гърци.